# FC Libertas Wien
FC Libertas Wien was een Oostenrijkse voetbalclub uit Ottakring, een stadsdeel van de hoofdstad Wenen.

## Geschiedenis
SC Libertas werd in 1914 opgericht door o.a. Josef Gerö, die later nog voorzitter zou worden van de Oostenrijkse voetbalbond. De club sloot zich aan bij de FUAN, een concurrerende voetbalbond van de ÖFB. In 1918 trad de club dan toe tot de echte voetbalbond. Tot 1927 speelde de club in de lagere klassen. Voor seizoen 1927/28 fusioneerde de club met IAF dat zelf een fusie was tussen SC International Wien en Wiener AF. De club speelde in de tweede klasse onder de naam IAF-Libertas en kon zich net van degradatie behouden. Het volgende seizoen trad de club nog enkel onder de naam Libertas Wien aan.
In 1932 werd de club kampioen van de tweede klasse en promoveerde zo naar de hoogste klasse. In de eerste wedstrijd speelde de club voor 16 000 toeschouwers 0-0 gelijk tegen Rapid Wien, vier jaar eerder kreeg de club nog een pandoering van Rapid met 0-14 in de beker. De eerste zege liet niet lang op zich wachten tegen Wiener AC. Op het einde van het seizoen kon de club net de degradatie vermijden en eindigde drie punten hoger dan degradant Brigittenauer AC. Het volgende seizoen had de club slechts één puntje voorsprong op de laatste in het klassement, SV Donau Wien. In 1934/35 werd de club dan vijfde, het beste resultaat ooit. Dat seizoen leverde de club ook drie spelers voor het nationaal elftal. Twee seizoenen later werd de club derde laatste maar dat jaar degradeerden er drie clubs omdat de competitie ingekrompen werd.
De club kreeg ook internationale faam via het Luxemburgse paastoernooi dat de club in 1932 tegen FC Basel en in 1933 tegen Fortuna Düsseldorf won.
In 1936 bereikte de club wel nog de halve finale van de beker, SC Rapid Oberlaa, Germania Schwechat en Sturm Graz werden alle drie opzij gezet maar in de halve finale was First Vienna te sterk.
Door de Tweede Wereldoorlog fusioneerde de club met plaatselijke rivaal SC Red Star Wien in 1941. Daarna werd de club opgeheven door de oorlog en niet meer heropgericht erna.